# Sciades attenuatus
Sciades attenuatus là một loài bọ cánh cứng trong họ Cerambycidae.